# Smicha
| Židé a judaismus |
| Židé • Judaismus • Kdo je Žid |
| Ortodoxní • Konzervativní (Masorti) Progresivní (Reformní - Liberální) • Ultraortodoxní Samaritáni • Falašové • Karaité                                                                                            |
| Etnické skupiny a jazyky |
| Aškenázové • Sefardové • Mizrachim Hebrejština • Jidiš • Ladino • Ge'ez • Buchori |
| Populace (vývoj) |
| Evropa • Amerika • Asie • Afrika • Austrálie |
| Náboženství |
| Bůh • Principy víry • Boží jména 613 micvot • Halacha • Noachidské zákony Mesiáš • Eschatologie |
| Židovské myšlení, filosofie a etika |
| Židovská filosofie Cdaka • Musar • Vyvolenost Chasidismus • Kabala • Haskala |
| Náboženské texty |
| Tóra • Tanach • Mišna • Talmud • Midraš Tosefta • Mišne Tora • Šulchan aruch Sidur • Machzor • Pijut • Zohar |
| Životní cyklus, tradice a zvyky |
| Obřízka • Pidjon ha-ben • Simchat bat • Bar micva Šiduch • Svatba • Ketuba • Rozvod (Get) • Pohřeb Kašrut • Židovský kalendář • Židovské svátky Talit • Tfilin • Cicit • Kipa Mezuza • Menora • Šofar • Sefer Tora |
| Významné postavy židovství |
| Abrahám • Izák • Jákob • Mojžíš Šalomoun • David • Elijáš • Áron Maimonides • Nachmanides • Raši Ba'al Šem Tov • Ga'on z Vilna • Maharal                                                                           |
| Náboženské budovy a instituce |
| Chrám • Synagoga • Ješiva • Bejt midraš Rabín • Chazan • Dajan • Ga'on Kohen (kněz) • Mašgiach • Gabaj • Šochet Mohel • Bejt din • Roš ješiva                                                                      |
| Židovská liturgie |
| Šema • Amida • Kadiš Minhag • Minjan • Nosach Šacharit • Mincha • Ma'ariv • Musaf |
| Dějiny Židů |
| starověk • středověk • novověk |
| Blízká témata |
| Antisemitismus • Gój • Holocaust • Izrael Filosemitismus • Sionismus Abrahámovská náboženství |
| z • d • e |

Rabínská smicha nebo též semicha (hebrejsky סְמִיכָה לְרַבָּנוּת‎, smicha le-rabanut) v judaismu označuje formální jmenování (ordinaci) rabína. Nazývá se tak i listina vystavená takto jmenovanému rabínovi jako potvrzení jeho titulu. Smicha opravňuje činit platná rozhodnutí v otázkách náboženských zákonů, halachy.

## Původ
Tradiční způsob udělení smichy má podobu vložení rukou. Odvozuje se od verše Tóry, který popisuje, jak Mojžíš dle božího příkazu přenesl svou autoritu na Jozueho.
Postupné přenášení autority z učitele na žáka je součástí tradice „řetězového“ přenosu („šalšelet ha-dorot“, řetězec pokolení), která začíná u Mojžíše a 70 starších kmene izraelského a kterou ortodoxní judaismus považuje za garanci pravosti psané, ale především ústní Tóry. Jedná se o následující pasáž ze Starého zákona:
Potom řekl Hospodin Mojžíšovi: Shromáždi přede mnou sedmdesát mužů z izraelských starších, o nichž víš že jsou staršími a správci v lidu. Vezmi je ke stanu zjevení! […] Sestoupím a budu tam s tebou mluvit. A odeberu z ducha, který je na tobě, a vložím jej na ně. Ponesou pak břímě lidu s tebou, neponeseš je už sám.
Nm 11, 16–17 (Kral, ČEP) 
Podle názoru některých židovských autorit tento řetěz přenosu, který začal s Mojžíšem, vyhasl někdy v době panování Hilela ha-Nasiho ve 4. století.
Podle prohlášení Maimonida, jež dává na základě jednomyslného potvrzení všemi mudrci Izraele plnou moc původní smichy, tím vznikla možnost obnovení řetěz přenosu (Hilchot sanhedrin 4:11) a v průběhu času došlo k několika pokusům jejího obnovení.
Ve středověku (pravděpodobně pod vlivem křesťanských univerzit) vznikla praxe udělování smichy nejen vložením rukou, ale také prostřednictvím písemného dokumentu odpovídajícího diplomu. Tato praxe byla dříve běžná u ge'onim, vůdců babylonského judaismu.

## Smicha vrchního rabinátu Izraele
Vrchní rabinát Státu Izrael vydává tři typy smichy pro osoby, které složily příslušné zkoušky: 
jore jorezkoušky z halachot (zákonů) rituálů šabatu, eruvu, nidy, mikve, kašrutu a zákonů truchlení
rav ha-ir (městský rabín)zkoušky z dalších v dnešní době relevantních zákonů Šulchan aruchu z částí Orach chajim a Jore de'a,
jadin jadinzkoušky z oblasti financí (halacha obsažená v Šulchan aruchu v části Chošen mišpat) a také z manželského a rozvodového práva (část Even ha-ezer). Úspěšné sloužení zkoušky jadin jadin je zakončeno udělením titulu dajan (soudce).

## Smicha u žen
Smicha je umožněna ženám pouze v liberálním (nebo progresivním) a konzervativním judaismu. U ortodoxních a ultra-ortodoxních židů je ženská smicha zapovězena.